# Martin Bambauer
Martin Bambauer est un musicien liturgique et pédagogue allemand né en 1970 à Wesel (Basse-Rhénanie).

## Biographie

### Études
Martin Bambauer a suivi des études musicales supérieures au conservatoire de musique de Dusseldorf (de) (classe d'orgue avec le KMD Hanns-Alfons Siegel (de)), improvisation avec le Pr.Dr. Gustav Adolf Krieg (de)) sous la direction du Pr. Hans-Dieter Möller (de) et a obtenu une A-Prüfung (équivalent du Master) avec mention en improvisation.
Il a suivi en outre une formation à la direction de chœurs avec le Pr. Hartmut Schmidt (de) et le Pr. Volker Hempfling (de)
Il a accompli ensuite un troisième cycle avec Daniel Roth à l'École supérieure de musique et d'art dramatique de Francfort-sur-le-Main (de) en 1999, clôturé par l'examen de concert en 2001 (équivalent du diplôme d’artiste interprète du CNSMD).
Il a complété sa formation par de nombreuses master classes (Olivier Latry, Joachim Grubich (pl), Ben van Oosten (nl), Ewald Kooiman (nl), Jon Laukvik, Marie-Claire Alain...)

### Activité institutionnelle
Après de nombreuses années en tant qu'organiste dans sa ville natale, Wesel, il a travaillé comme musicien d'église à la Versöhnungskirche (de) de Neuss de 1994 à 1999.
Il est désormais cantor de la paroisse protestante de Trèves depuis 1999, essentiellement à la basilique de Constantin dont il est titulaire des orgues.
Toujours dans le cadre de ses fonctions de cantor, il a fondé en 2000 le chœur Caspar-Olevian et le Bachchor de Trèves, et coordonne les différentes chorales liées au consistoire protestant.
De 2001 à 2008, il a enseigné comme professeur d'orgue liturgique et d'improvisation au conservatoire supérieur de musique de Cologne.
En 2017, il a été nommé directeur régional de la musique d'église par le comité directeur de l'église évangélique de Rhénanie.

### Activité artistique
Il a donné de nombreux concerts en tant qu'organiste :
- Allemagne (notamment la cathédrale d'Ulm, la Marktkirche de Wiesbaden, la cathédrale d'Altenberg (de), l'abbatiale de Himmerod, la cathédrale d'Erfurt, la Schlosskirche d'Altenburg (de), la Frauenkirche de Dresde, la Hauptkirche Sankt Michaelis de Hambourg) ;
- Suisse ;
- France (notamment dans les églises parisiennes de la Trinité, Saint-Augustin, Saint-Sulpice et Notre-Dame) ;
- Belgique ;
- Angleterre (notamment la cathédrale de Gloucester) ;
- Écosse ;
- Norvège ;
- Italie ;
- Russie (Philharmonie de Saint-Pétersbourg, philharmonie de Belgorod (ru) ;
- États-Unis.

En outre, il a une activité de conférencier-interprète :
- lors de la 50e conférence internationale sur la musique d'orgue, il a joué le récital d'invité à l'auditorium Hill de l'université du Michigan (en) (États-Unis) et y a donné une conférence sur Charles Tournemire ;
- à l'occasion du centenaire de Maurice Duruflé, il en a interprété l'intégralité des œuvres pour orgue en 2002 ;
- du 21 mars 2010 (anniversaire de Bach) au réveillon du Nouvel An de la même année, il a joué l'intégralité de l'œuvre pour orgue de Johann Sebastian Bach dans 25 événements (concerts, matinées d'orgue et vêpres) sur l'orgue Schuke de la basilique de Constantin.

## Distinctions
- Lauréat du concours international d'orgue d'Elburg (Pays-Bas)
- 1995 : premier prix et prix du public au concours international d'improvisation d'orgue à Schwäbisch Gmünd
- 1995 : 1er prix Festival international d'orgue Fugato à Bad Homburg vor der Höhe

## Discographie

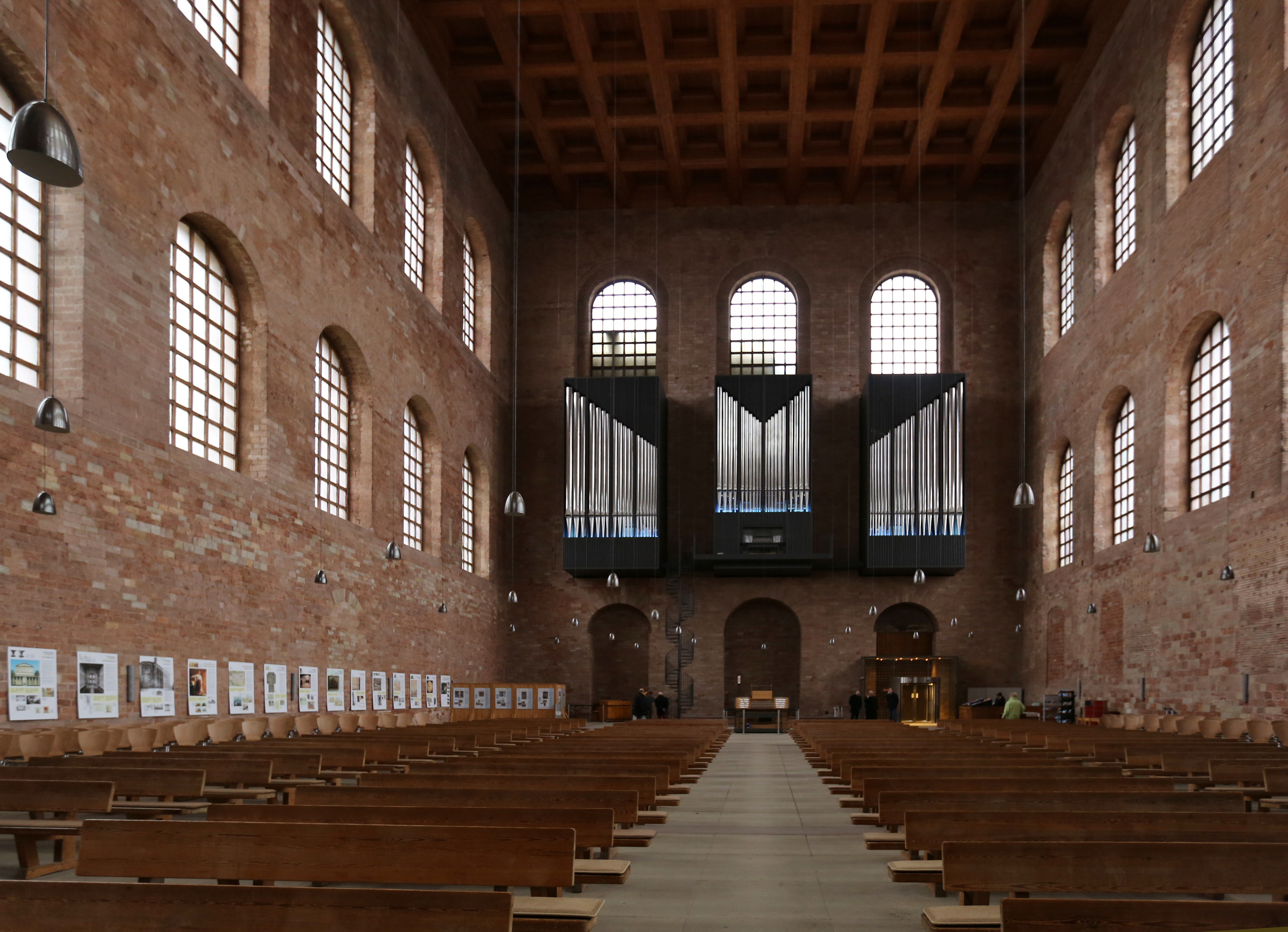
Grand orgue Eule de la basilique de Trèves

- 2001 : Cinq siècles de musique d'orgue (orgue Schuke de la basilique de Trèves - IFO 00 057)
- 2002: ...und was vom Geist geboren wird... (Trierer Bachchor - GCG Records)
- 2004 : Anthologie - Aristide Cavaillé-Coll, Vol.3 - Franck et ses Amis (Grand orgue de la cathédrale de Carcassonne - IFO 00 090)
- 2006 : Klangwege ( orgue Schuke de la basilique de Constantin à Trèves - IFO 00211)
- 2007 : Organ landscapes (improvisations sur l'orgue Sandtner de St-Martin à Bad Ems - IFO 00220)
- 2013 : Te Deum Laudamus (chœur de chambre du conservatoire de la Ville de Luxembourg - MOT 50891)
- 2014 : Charles-Marie Widor : Symphonies pour orgue Nos. 1 & 2 ( Orgue Cavaillé-Coll Saint-Sulpice, Paris - AE 10471)
- 2015 : Le grand orgue Eule de la basilique de Trèves (MOT 14011)